# Спілка кінематографістів СРСР
Спілка кінематографістів СРСР — недержавна організація (творчий союз), яка об'єднювала діячів кінематографа СРСР.
Спілка була створена в листопаді 1965 року на Установчому з'їзді кінематографістів СРСР (організаційний комітет Спілки був створений у 1957 році).
Вищий керівний орган — з'їзд, що скликається раз на п'ять років. Виконавчий орган — правління.
Нагороджений орденом Леніна (1971).
У червні 1990 року рішенням VI з'їзду перетворений в Федерацію Спілок кінематографістів СРСР. Голова — Давлатназар Худоназаров.
У травні 1991 року Федерація СК СРСР реорганізована в Конфедерацію Союзів кінематографістів.

## Керівництво

### Перший секретар правління
- В 1957—1965 роках — Пир'єв Іван Олександрович
- В 1965—1986 роках — Куліджанов Лев Олександрович
- В 1986—1988 роках — Климов Елем Германович
- В 1988—1990 роках — в. о. першого секретаря Смирнов Андрій Сергійович